# Semissis

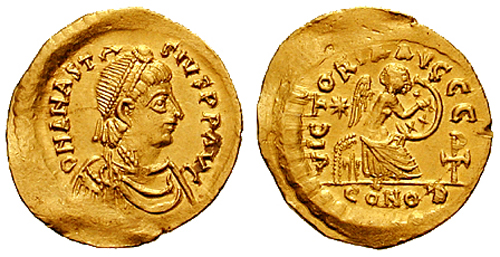
Semissis en tiempos de Anastasio I.

La Semissis era una denominación de moneda romana y significa "pieza media". Por primera vez, esta palabra está justificado del tiempo del emperador Alejandro Severo, como pieza media del Áureo. A partir del tiempo del emperador Constantino I, la Semissis del Sólido bizantino era habitual. Ella fue grabado todavía hasta el tiempo del Imperio bizantino.
La Semissis muestra normalmente en su parte delantera bustos del emperador y en su parte posterior una imagen de la Victoria.
- Datos: Q2269280
- Multimedia: Semissis / Q2269280